# Konrad Mägi
Konrad Vilhelm Mägi (1. listopadu 1878 Hellenurme mõis – 15. srpna 1925 Tartu) byl estonský malíř, známý především jako krajinář.
Malířské vzdělání získal na německé technické škole v Tartu, později studoval na Petrohradské umělecko-průmyslové akademii pod vedením Amanduse Adamsona. Jeho malířský styl se vyznačoval živou barevností, inspiroval se estonskou krajinou, zejména ostrovem Saaremaa. Vedle krajinomalby tvořil také portréty, zátiší a secesní ornamenty. Na studijním pobytu v Paříži roku 1907 se seznámil s vlivy impresionismu a fauvismu. Cestoval po Evropě, tvořil na Alandech, v Norsku i Itálii. V roce 1912 se vrátil do Tartu, kde založil umělecké sdružení Pallas a působil jako výtvarný pedagog. V tomto závěrečném období svého života byl vůdčím představitelem estonského expresionismu.
Od roku 1979 se každoročně v den jeho narození v Estonsku uděluje výtvarná cena Konrad Mäe medal.
Dramatik Mart Kivastik napsal o jeho životě hru Portrét mrznoucího umělce.
V roce 2005 byla v Egon Schiele Art Centru v Českém Krumlově otevřena výstava představující díla Mägiho a dalších estonských expresionistů.

## Galerie

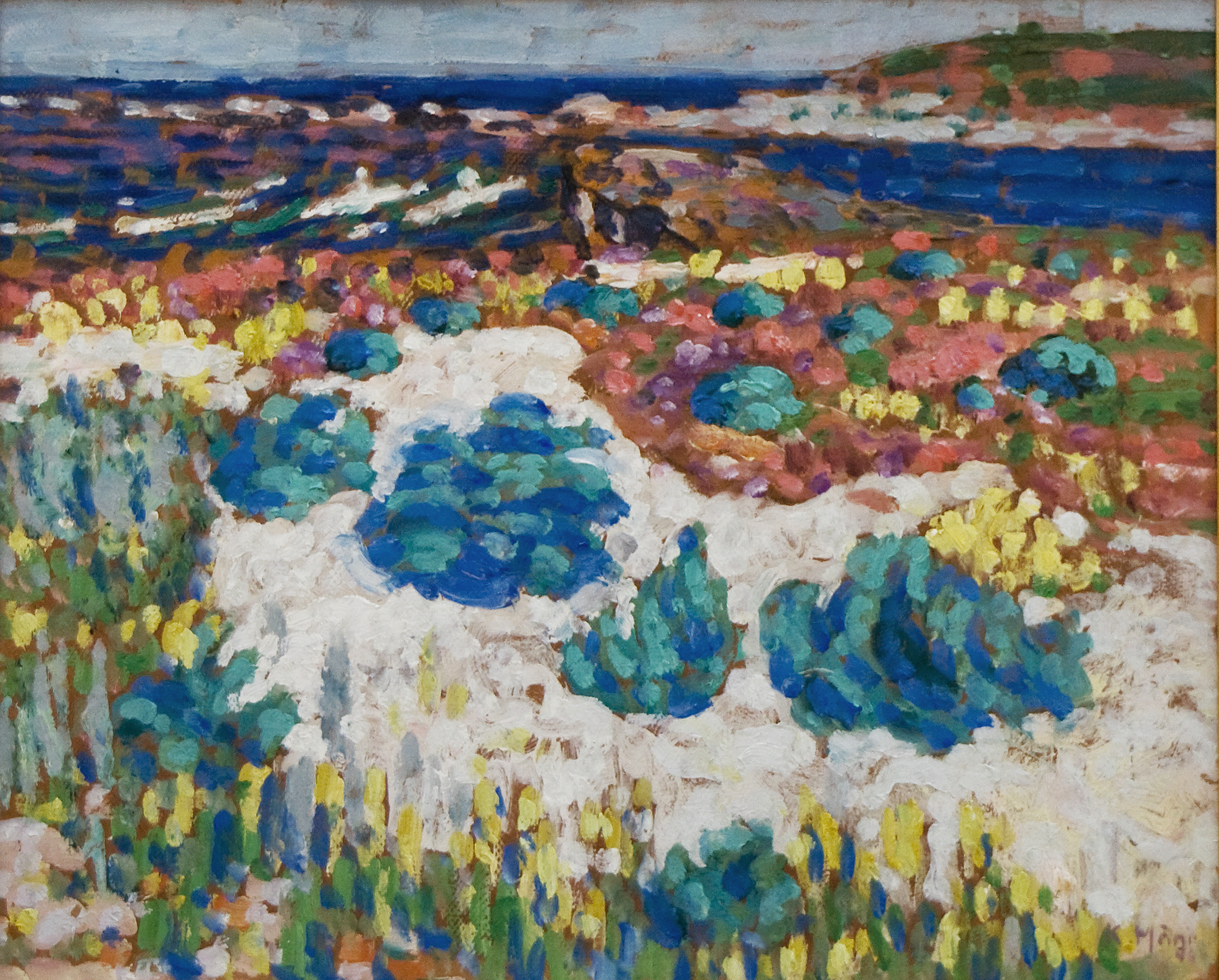
Krajina na pobřeží, 1914
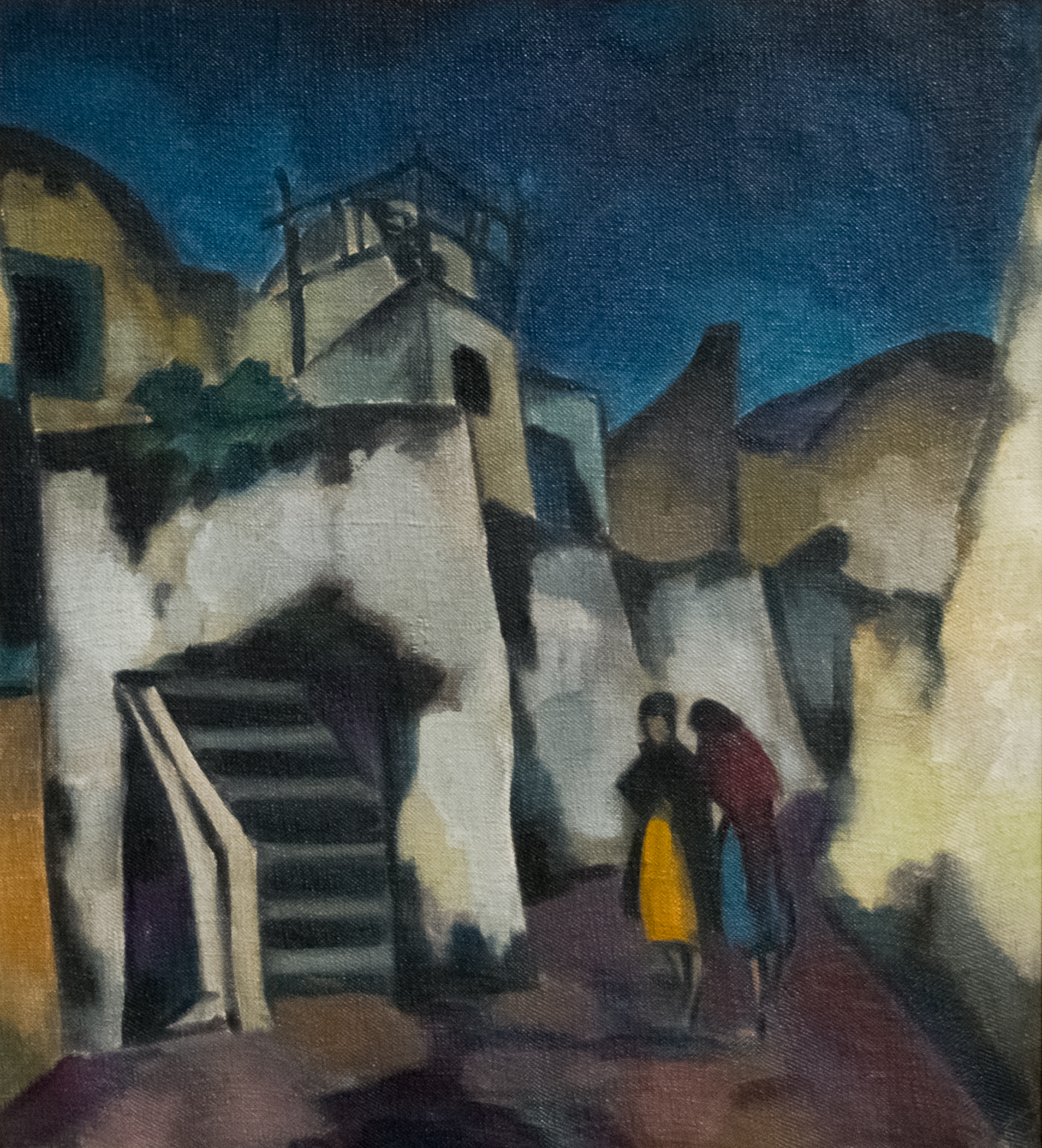
Ulice na Capri, 1922-23
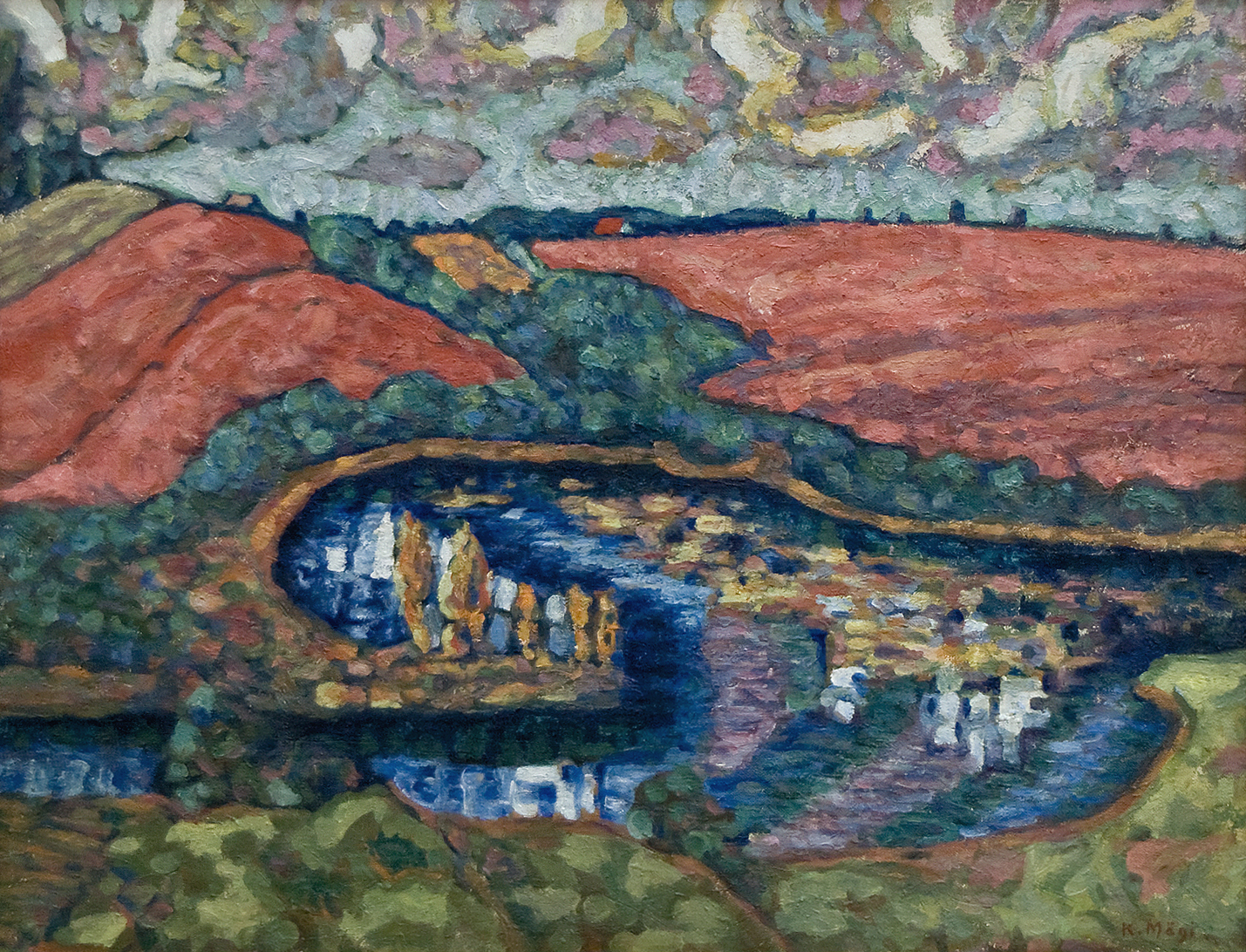
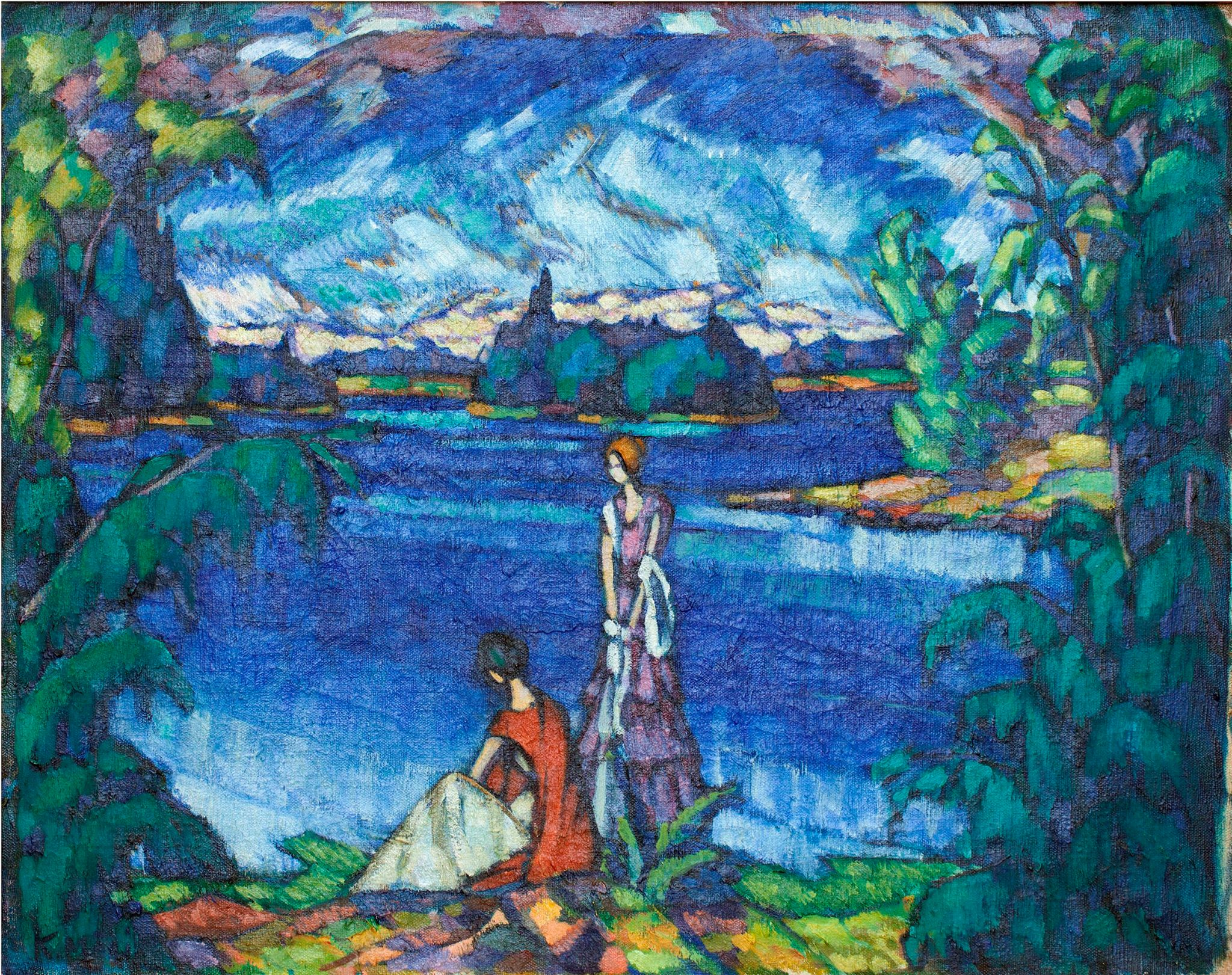
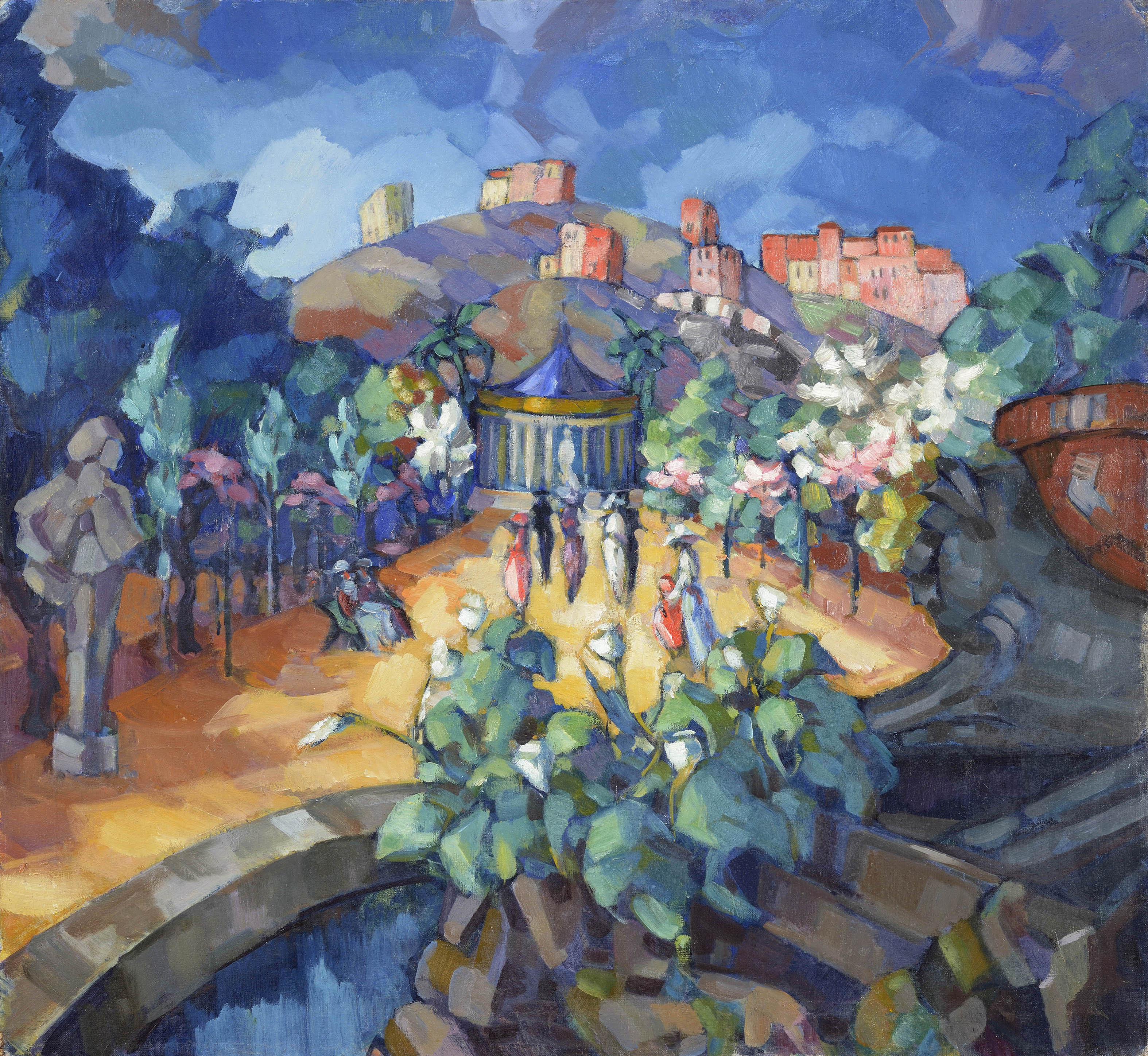